# Caibiran
Caibiran è una municipalità di quinta classe delle Filippine, situata nella Provincia di Biliran, nella Regione del Visayas Orientale.
Caibiran è formata da 17 baranggay:
- Alegria
- Asug
- Bari-is
- Binohangan
- Cabibihan
- Caulangohan (Marevil)
- Kawayanon
- Looc
- Manlabang
- Maurang
- Palanay (Pob.)
- Palengke (Pob.)
- Tomalistis
- Union
- Uson
- Victory (Pob.)
- Villa Vicenta (Mainit)